# Islas Afortunadas

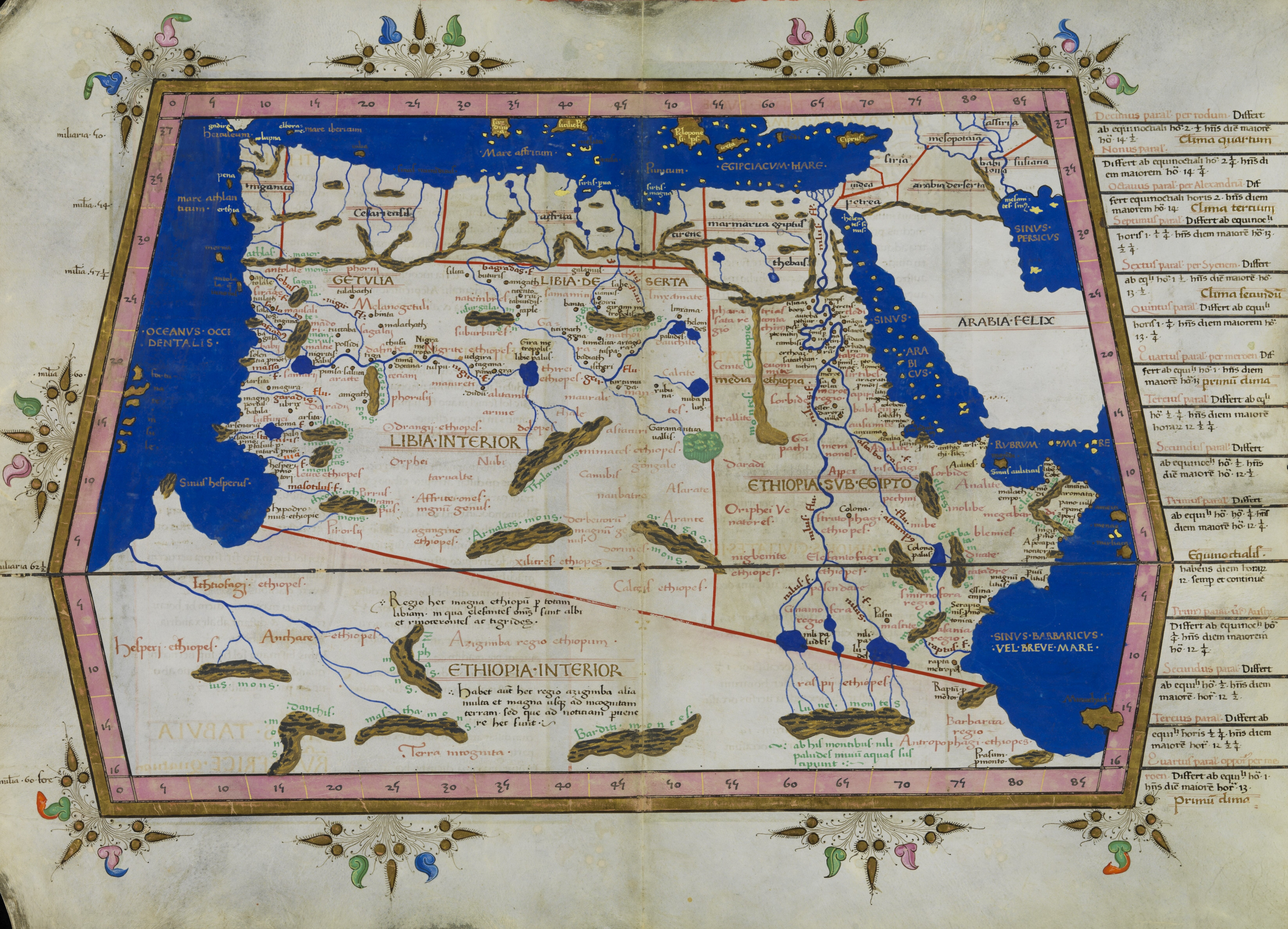
Mapa con las 6 islas afortunadas. Cosmographia Claudii Ptolomaei Alexandrini, 1467.

Las 6 islas de Cabo Verde, que desde África se ven como 6 islas en línea

En la mitología griega las Islas Afortunadas o Islas de los Bienaventurados (en griego antiguo: μακάρων νῆσοι, makáron nisoi) son el lugar donde, según la mitología griega, las almas virtuosas gozaban de un reposo perfecto después de su muerte, equivalente al paraíso de otras tradiciones escatológicas (creencias acerca del más allá o ultratumba). El lugar sagrado donde las ‘sombras’ (σκιά, skiá) de los hombres y mujeres virtuosos y los guerreros heroicos han de pasar la eternidad en una existencia dichosa y feliz, en medio de paisajes verdes y siempre floridos, bajo el sol, por contraposición al Tártaro (donde los condenados sufrían eternos tormentos). Han sido a menudo identificadas con el cielo cristiano. 
Son el marco donde se desarrollan los diálogos de los muertos, un género literario que gozó de gran desarrollo desde la Antigüedad (como Luciano en el siglo II d. C.) hasta el siglo XVIII.
Se les atribuía una realidad espacial concreta y una ubicación; aunque de muy difícil acceso, en el océano Atlántico, más allá de los confines occidentales de la Libia (nombre que en la civilización griega se da al continente africano). Se han identificado tradicionalmente con los archipiélagos del grupo denominado geográficamente Macaronesia en la actualidad (islas Azores, Madeira, islas Salvajes, islas Canarias, y Cabo Verde).